# Kościół Wniebowzięcia Najświętszej Marii Panny w Kołomyi
Kościół Wniebowzięcia Najświętszej Marii Panny w Kołomyi – były rzymskokatolicki kościół, obecnie cerkiew greckokatolicka pw. św. Jozafata położona przy ul. Hetmana Mazepy 2 (przed 1939 ul. Karpacka) w Kołomyi.

## Historia
Kościół Wniebowzięcia NMP został zbudowany w latach 1762–1772 według projektu Bernarda Meretyna z fundacji ks. Szczepana Mikulskiego miejscowego proboszcza i zarazem kanonika lwowskiego. W kościele znajdował się nagrobek rotmistrza królewskiej chorągwi Macieja Jabłonowskiego herbu Prus III. Kościół kołomyjski stał się znany dzięki cudownemu obrazowi Matki Boskiej Kołomyjsko-Pokuckiej. Po drugiej wojnie światowej obraz ten trafił do kościoła parafialnego w Skomielnej Czarnej w powiecie myślenickim (od 1993 jego kopia znajduje się w kościele rzymskokatolickim pw. św. Ignacego Loyoli w Kołomyi).
W 1946 kościół został zamieniony na sklep artykułów dziecięcych – rozebrano wówczas szczyty świątyni, sygnaturkę oraz podzielono wnętrze stropami. W latach 90. XX w. budynek przejęła Ukraińska cerkiew greckokatolicka i częściowo zrekonstruowała. Obecnie mieści się tu cerkiew św. Jozafata.